# Flesland
Flesland este o localitate din comuna Bergen, provincia Hordaland, Norvegia, cu o suprafață de 0,41 km² și o populație de 378 locuitori (2013).